# فيتور بيريرا (لاعب كرة قدم)
فيتور بيريرا هو لاعب كرة قدم برتغالي في مركز الوسط، ولد في 18 يناير 1953 في باريرو في البرتغال. شارك مع منتخب البرتغال لكرة القدم. أما مع النوادي، فقد لعب مع نادي بوافيشتا ونادي فابريل.

## وصلات خارجية
- فيتور بيريرا (لاعب كرة قدم) على موقع ناشيونال فوتبول تيمز (الإنجليزية)
- فيتور بيريرا (لاعب كرة قدم) على موقع عالم كرة القدم.نت (الإنجليزية)